# Путь Правды
Путь Правды — хутор в Зерноградском районе Ростовской области России. Административный центр Красноармейского сельского поселения.

## География

### Улицы
| - ул. Верхнезаречная, - ул. Заречная, - ул. Кооперативная, - ул. Ленина, - ул. Лихой Конь, - ул. Мира, - ул. Молодёжная, | - ул. Нижнезаречная, - ул. Новая, - ул. Степная, - ул. Строительная, - ул. Школьная, - ул. Эльмута. |

## История
Основан в 1920 году как посёлок основанной на базе имений казачьего генерала Жеребкова и помещика Чернова сельскохозяйственной коммуны «Путь Правды». Согласно Всесоюзной переписи населения 1926 года в посёлке проживало 119 человек, из них 63 великоросса и 54 украинца. На момент переписи посёлок входил в состав Красноармейского сельсовета Западно-Коннозаводческого района Сальского округа Северо-Кавказского края.
В 1930 году было принято решение выращивать верховых лошадей для командного состава Красной Армии, коммуну переименовали в «Реввоенсовет СКВО», а в конце 1939 года — в колхоз «Военсовет СКВО».

## Население
| 1926 | 2010  |
| ---- | ----- |
| 119  | ↗1362 |